# Comuna Lutivka, Radomîșl
Lutivka (în ucraineană Лутівська сільська рада) este o comună în raionul Radomîșl, regiunea Jîtomîr, Ucraina, formată din satele Berezți, Hluhiv-Druhîi și Lutivka (reședința).

## Demografie
Componența lingvistică a comunei Lutivka
     Ucraineană (97,88%)
     Rusă (1,92%)
Conform recensământului din 2001, majoritatea populației comunei Lutivka era vorbitoare de ucraineană (97,88%), existând în minoritate și vorbitori de rusă (1,92%).